# غليل (جحانة)

تعديل مصدري - تعديل

غليل هي إحدى قرى عزلة حضر بمديرية جحانة التابعة لمحافظة صنعاء، بلغ تعداد سكانها 825 نسمة حسب تعداد اليمن لعام 2004.